# Amaranthus (album)
Amaranthus (AMARANTHUS; Amaransasu) è un album in studio del girl group giapponese Momoiro Clover Z, pubblicato in Giappone nel 2016. Il disco è uscito in contemporanea con un altro album dal titolo Hakkin no yoake.

## Tracce
1. Embryo (Prologue) (embryo -prologue-) – 1:30
2. We Are Born (WE ARE BORN) – 4:20
3. Monoclo Dessan (モノクロデッサン Monokuro Dessan) – 5:53
4. Gorilla Punch (ゴリラパンチ Gorira Panchi) – 4:36
5. Buryōtōgen Nakayoshi Monogatari (武陵桃源なかよし物語) – 4:29
6. Katte ni Kimi ni (勝手に君に) – 4:45
7. Seishunfu (青春賦) – 5:17
8. Saboten to Ribbon (サボテンとリボン Saboten to Ribon) – 4:44
9. Demonstration (デモンストレーション Demonsutorēshon) – 4:44
10. Bussōge (仏桑花) – 4:38
11. Naite mo Iin Da yo (泣いてもいいんだよ) – 5:06
12. Guns N' Diamond – 4:05
13. Bye Bye de Sayōnara (バイバイでさようなら Bai Bai de Sayōnara) – 4:43
14. Happy Re:birthday (HAPPY Re:BIRTHDAY) – 4:15